# Marilyn Sitzman
Marilyn Sitzman (14 de diciembre de 1939 - 11 de agosto de 1993) fue una testigo presencial del asesinato de John F. Kennedy, el 22 de noviembre de 1963, en Dallas, Texas. En aquel momento acompañaba a su jefe, Abraham Zapruder, quien grababa una película en super 8 que se convirtió en el documento central de las investigaciones sobre el atentado.
Nacida en Lafayette, Colorado, Sitzman trabajaba en la Jennifer Juniors, la empresa textil que Zapruder poseía a una manzana de la Plaza Dealey donde la comitiva presidencial pasó el 22 de noviembre. Zapruder llegó a la oficina sin su cámara, por lo que pidió a su secretaria Lillian Rogers que fuese a su casa a por ella. Después se dirigió con su recepcionista, Marilyn Sitzman, a un promontorio de hierba bajo una pérgola, colocando su cámara sobre un soporte de 1.2 m de altura que soportaba un muro, al norte de la Elm Street. Situada a unos 20 metros del centro de la calle, la cámara grabó el momento en que Kennedy recibió un disparo en la cabeza.
Sitzman, Emmet Hudson, que estaba sobre una escalinata que cruzaba el promontorio, y Charles Hester, sentado en un banco bajo la pérgola, fueron las únicas personas en esa área que recuerdan algo sobre la dirección en que procedían los disparos que se oyeron. Los tres afirmaron que provenían del depósito de libros, más adelante reconvertido en el Sixth Floor Museum. Sitzman negó que uno o más disparos procedieran de detrás de la valla (de 1,5 metros de altura) que coronaba el promontorio:

"...Y estoy segura de que si el segundo disparo pudo haber venido de un lugar diferente —y la teoría propuesta es que debería haber sido muy cerca de mí, a mi derecha— habría oído la detonación del arma mucho más cerca, y probablemente me habría llamado la atención porque la valla quedaba bastante cerca de donde estábamos, muy cerca."

Entre Sitzman y la valla de madera había un hueco en forma de L de un metro de altura, que seguía el contorno de la escalera que subía el promontorio hasta la pérgola. Algunos investigadores, estudiando formas imprecisas en una fotografía tomada por Mary Moorman desde el otro lado de la calle, creyeron descubrir la silueta de una persona que apuntaba con un rifle desde esa zona. Gordon Arnold afirmó en 1978 que él había estado en esa área, grabando una película al paso de la comitiva.
Sin embargo, en una entrevista con el periodista Josiah Thompson realizada en 1966 —y redescubierta en 1985—, Sitzman declaraba recordar haber visto a una joven pareja negra sentada en un banco justo en esa zona, almorzando y bebiendo gaseosa. Al sonar los disparos, la pareja corrió a protegerse al área tras la pérgola. Sitzman recordaba haber oído el estallido de una botella de cristal en el momento en el que salían corriendo. Cuando le preguntaron si había visto a alguna otra persona en la zona comprendida entre el muro de cemento y la valla, Siztman dijo que a nadie, aparte de a la pareja.
Sitzman estudió en la Universidad de Colorado en Boulder, antes de mudarse a Dallas. Murió de cáncer a los 53 años en Mesquite, Texas.